# 莫诺克
莫诺克，是匈牙利包尔绍德-奥包乌伊-曾普伦州所辖的一个村。总面积41.98平方公里，总人口1592，人口密度37.9人/平方公里（2011年1月1日）。